# Cherrion Valerius
Cherrion Valerius (Rotterdam, 22 september 2005) is een Nederlands voetballer van Curaçaose afkomst die doorgaans speelt als verdediger. Hij komt uit voor NAC Breda.

## Clubcarrière
Valerius werd door NAC Breda gescout bij het Rotterdamse Spartaan'20. Vanaf 2019 doorliep hij de jeugdopleiding van NAC. Op 28 februari 2024 kreeg hij zijn eerste profcontract aangeboden bij de Bredase club. Op 28 februari debuteerde Valerius in de Keuken Kampioen Divisie, tegen Jong PSV (2-0). Hij kwam in de 71e minuut in de ploeg voor Fredrik Oldrup Jensen. Voor het seizoen 2024/25 promoveerde NAC naar de Eredivisie en kreeg Valerius meer speelminuten, tot hij in oktober 2024 langdurig geblesseerd raakte. Op 29 maart 2025 maakte hij zijn rentree tegen FC Groningen, maar verliet na een uur spelen weer geblesseerd het veld.

## Interlandcarrière
In september 2024 werd Valerius voor het eerst opgeroepen voor het Curaçaos nationaal elftal door trainer Dick Advocaat. Door 'lichte klachten' moest hij de oproep overslaan.

## Statistieken
| Seizoen | Club      | Competitie     | Competitie | Competitie | Beker | Beker | Overig | Overig | Totaal | Totaal |
| Seizoen | Club      | Competitie     | Wed.       | Dlp.       | Wed.  | Dlp.  | Dlp.   | Dlp.   | Wed.   | Dlp.   |
| ------- | --------- | -------------- | ---------- | ---------- | ----- | ----- | ------ | ------ | ------ | ------ |
| 2023/24 | NAC Breda | Eerste divisie | 2          | 0          | 0     | 0     | 0      | 0      | 2      | 0      |
| 2024/25 | NAC Breda | Eredivisie     | 15         | 0          | 0     | 0     | 0      | 0      | 15     | 0      |
| Totaal  | Totaal    | Totaal         | 17         | 0          | 0     | 0     | 0      | 0      | 17     | 0      |

Bijgewerkt op 16 juni 2025.